# Beerasandra, Tiptur
Beerasandra là một làng thuộc tehsil Tiptur, huyện Tumkur, bang Karnataka, Ấn Độ.